# Ølstykke
Ølstykke – miasto (osada kolejowa) w Danii, w gminie Egedal, niegdyś siedziba byłej gminy Ølstykke.
15 379 mieszkańców (2007).